# Phil Selway
Philip "Phil" James Selway (născut 23 mai 1967, Abingdon, Oxfordshire, Anglia) este bateristul trupei Radiohead. Cântă uneori și la voce în timpul concertelor.
Selway și-a lansat primul album solo, Familial, pe 30 august 2010.

## Discografie
- Familial (30 august 2010)
- Running Blind EP (2011)